# ショニサウルス
ショニサウルス（学名:Shonisaurus）は、魚竜の属の1つ。この海生爬虫類の化石標本は最低37個がアメリカ合衆国ネバダ州 Luning 層から発見されている。この地層は約2億1500万年前にあたる上部三畳系カーニアン階に該当する。

## 形態

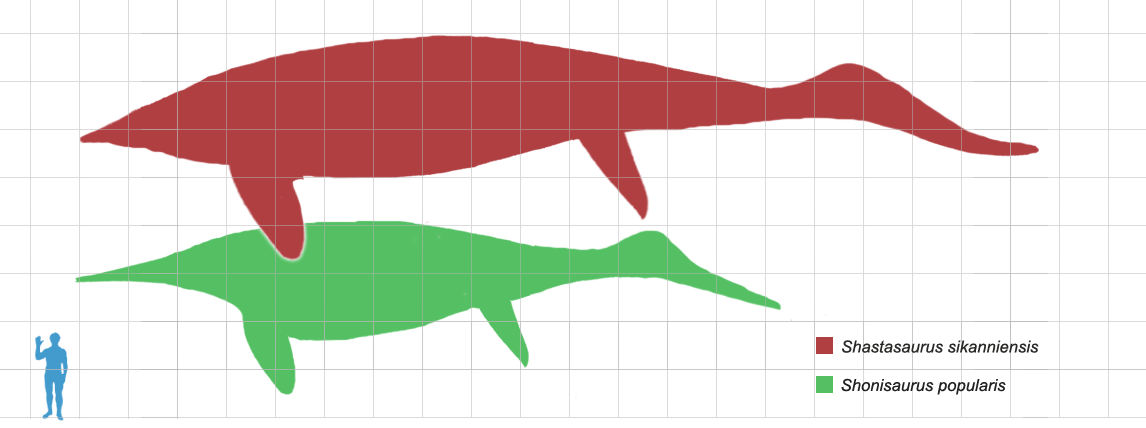
ショニサウルス・ポピュラリス(緑)、ショニサウルスの可能性があるシャスタサウルス・シカニエンシス(赤)とヒトの大きさ比較

ショニサウルスは後期三畳紀ノーリアン期に生息していた。模式種ショニサウルス・ポピュラリスは全長15メートルに達し、カナダのブリティッシュコロンビア州で発見され2004年に命名された第2の種ショニサウルス・シカニエンシスは全長21メートルに達する当時最大の海生爬虫類の1つであった。ただし後者の分類は安定していない。後の系統学的研究によりショニサウルス・シカニエンシスはショニサウルスよりもむしろシャスタサウルスの種であることが示された。しかし2013年の研究では本来の分類が支持され、シャスタサウルスよりもショニサウルスに近いと発表された。ショニサウルス・シカニエンシスの標本はブリティッシュコロンビア州 Pardonet 層から発見され、この層の地質時代は約2億1000万年前のノーリアンとされている。
ショニサウルスの吻部は長く、他の魚竜よりも四肢のヒレは細長かった。ショニサウルスは溝のような発達した構造ではなく窪みのある歯を持つと報告されたが、この構造は非常に小さく若い個体の顎の先端部にしか存在しなかった。これらの特徴から、ショニサウルスは魚竜目の主流な進化の流れから逸脱して特殊化した属である可能性が示唆されていた。2016年の研究では、実際にはショニサウルスが全ての成長段階で歯を持っていたことが示されている。歴史的にはかなり丸みを帯びた姿で描かれてきたが、1990年代以降の研究からショニサウルスが従来考えられていたよりも遥かに痩せた体格をしていたことが分かっている。ショニサウルス・ポピュラリスは関連する海棲爬虫類と比較して上下に高い体をしていた。
ショニサウルスはまた背ビレを持った姿で伝統的に描かれていたが、ショニサウルスも背ビレが存在したことを支持する証拠はない。系統的により原始的なミクソサウルスは背ビレの存在が知られている。また、後の時代の魚竜ほど尾ビレの上側の突起は発達していなかった。

## 歴史

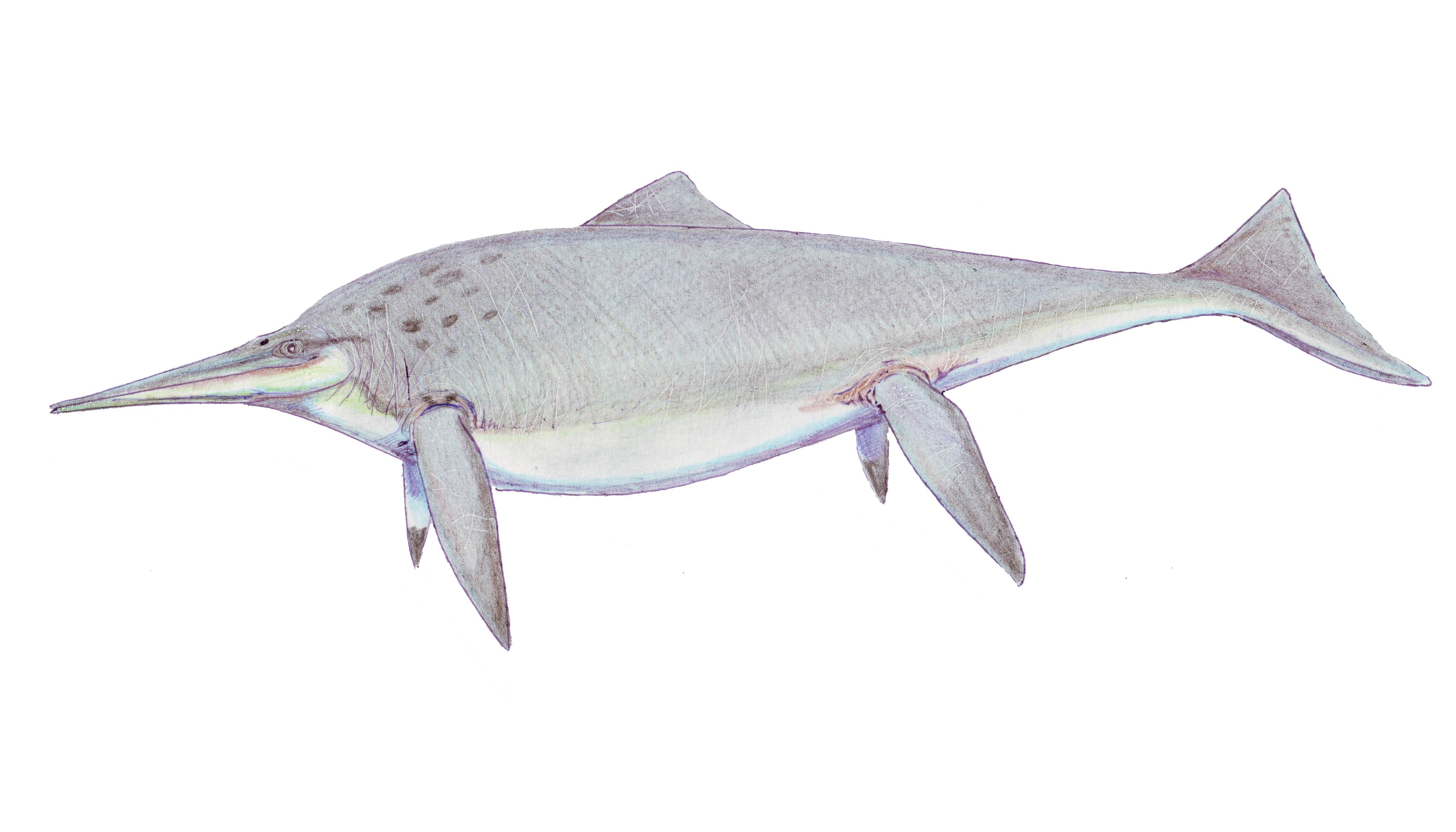
復元図

ショニサウルスの化石は1920年にネバダ州の巨大な堆積物層から初めて発見された。30年後の発掘では37個の巨大な魚竜の化石が発見された。これらは化石が発見されたショショーニ山脈にちなみ、「ショショーニ山脈のトカゲ」という意味でショニサウルスと命名された。
カリフォルニア大学バークレー校のチャールズ・ルイス・キャンプとサミュエル・ポール・ウェールズの決定の下1954年に発掘調査が開始され、1960年代までチャールズ・キャンプにより発掘は継続された。1976年にチャールズ・キャンプがショニサウルス・ポピュラリスを命名した。ショニサウルス・ポピュラリスの化石は、1984年にネバダ州の州化石として採用された。ネバダ州の化石はベルリン・イクチオサウルス州公園で見ることができる。

### S. sikanniensis
1992年には、カナダのブリティッシュコロンビア州に分布するパードネット層から、シカニ・チーフ川沿いで化石が発見された。考古学者のケアリー・ウォルドがこの化石をロイヤル・ティレル古生物学博物館に報告し、当時海棲爬虫類を担当していた学芸員であったエリザベス・ニコルズが現地を訪れ、骨格の大きさと関節の数から化石の重要性を指摘した。
化石は硬い頁岩に保存されており、資金集めを経て、発見から5年後にあたる1997年から日本との合同発掘が行われた。発掘地は発掘作業員の宿泊場所から車で45分の位置にあり、発掘のために重機も投入された。岩石の割れ目を利用してブロックごとに分割された化石が、1200キロメートル離れた博物館へ輸送された。頭骨は保存されている部位だけで長さ2.3メートルに達し、完全な頭骨長は4メートルを超えたと推測される。
ニコルズと国立科学博物館の真鍋真によりこの標本は2004年に新種 Shonisaurus sikanniensis として命名された。発見以前に標本の中央部が川に流されていたが、保存されている頭骨や尾椎から全長の推定がなされている。2021年には最大の海棲爬虫類の骨格としてギネス世界記録に認定された。

## 古環境
ネバダ州のボーンベッドからショニサウルスの大規模な集団が発見されており、これは別々の時代に死亡して海底に堆積し保存されたものである。化石無脊椎動物がショニサウルスの遺骸の上に確認されないことから、ショニサウルスの遺骸は酸素濃度の低い場所に沈んだことが示唆されている。